# نوكيا N90

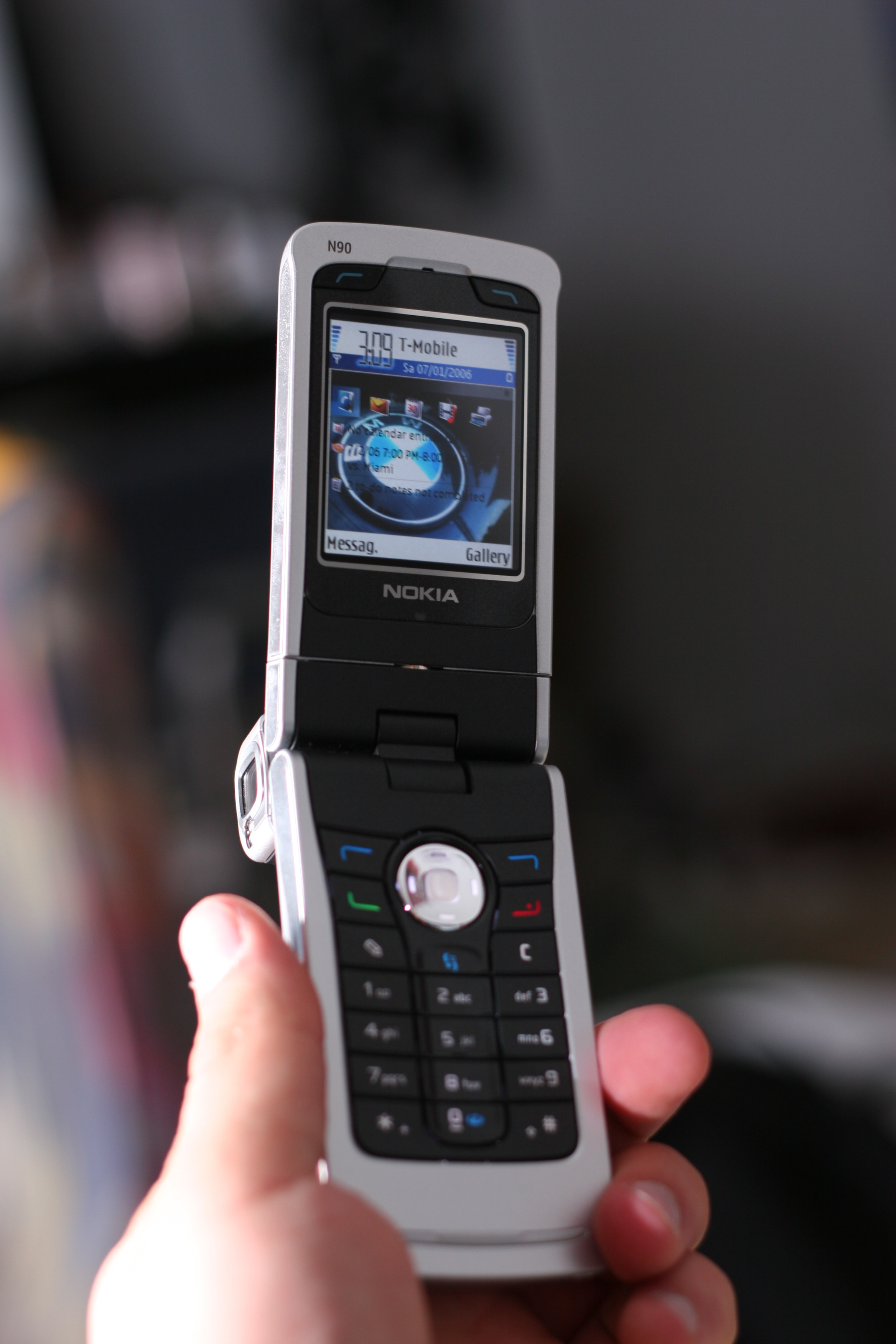
نوكيا N90 مفتوح بالطريقة الصدفية الطبيعية

نوكيا N90 (بالإنجليزية: Nokia N90)‏ هو هاتف ذكي، تم الإعلان عنه كجزء من سلسة نوكيا الشهيرة، إن سيرييس (N Seires)، في 27 أبريل 2005. كان ذو تصميم دوار فريد يشتمل على أربعة أوضاع مختلفة. يحتوي على شاشتين وكاميرا بعدسات كارل زايس وفلاش مدمج، يمكن للجهاز تسجيل الفيديو بالصوت. يمكن تدوير الشاشة بزاوية 270 درجة للسماح للهاتف بالتعامل معه مثل كاميرا الفيديو التقليدية. يمكن أيضًا تدوير عدسة الكاميرا. الهاتف لا يحتوي على خاصية مانع الاهتزاز. تتميز الشاشة مقاس 2.1 بوصة بكثافة 259 بكسل في البوصة، مما جعلها حادة وذات وضوح ممتاز وكانت شاشة نوكيا الأكثر وضوحًا في ذلك الوقت، وجدت هذه الشاشة واستمرت في نوكياE60 ،N80 وE70، قبل أن تتغلب عليها شاشة نوكيا N900 في عام 2009 مع 267 بكسل في البوصة. يمكن لنوكيا N90 الطباعة باستخدام بعض الطابعات عبر يو إس بي أو عبر بلوتوث.
يستخدم واجهة مستخدم سيرييس 60 الإصدار الثاني، بنظام تشغيل سيمبيان 8.1a. بدأ شحن نوكيا N90 في الربع الثاني من عام 2005 في معظم الأسواق، لكنه لم يظهر في الولايات المتحدة حتى الربع الأول من عام 2006. وخلفه نوكيا N93.
يأتي N90 بذاكرة مدمجة بسعة 31 ميجابايت ويأتي عادةً مع بطاقة ذاكرة 64 ميجابايت أو 128 ميجابايت وكابل بيانات يو إس بي.
تتضمن الشكاوى حول N90 السعر المرتفع والحجم الكبير والوزن الثقيل.

## المواصفات
| الشاشة الرئيسية        | تي في تي، 262144 لون، 352 في 416 بكسل بحجم 2.1 إنش   |
| الشاشة الثانوية        | تي في تي، 65536 لون، 128 في 128 بكسل                 |
| نظام التشغيل           | سيمبيان أو أس نسخة 8.1a                              |
| الكاميرا               | 2.0 ميجابكسل مع تقريب رقمي 20x                       |
| المعالج                | IT OMAP 1710 على بنية آرم 9 32 بت بسرعة 220 ميجاهرتز |
| الاتصالات              | شبكات الجيل الثاني                                   |
| تصوير الفيديو          | موجود بقدرة تصوير ساعتين للمقطع                      |
| إرسال الوسائط المتعددة | موجود                                                |
| مكالمات الفيديو        | موجود                                                |
| اضغط للتحدث            | موجود                                                |
| دعم جافا               | موجود إم آي دي بي 2.0                                |
| ذاكرة داخلية           | 31 ميجابايت                                          |
| مدخل بطاقة ذاكرة       | موجود                                                |
| بلوتوث                 | موجود                                                |
| نقل بيانات عبر سلك     | موجود                                                |
| المتصفح                | واب 2.0 XHTML/HTML                                   |
| بريد إلكتروني          | موجود                                                |
| مشغل موسيقى            | موجود، ستيريو                                        |
| راديو                  | لا يوجد                                              |
| مشغل فيديو             | موجود                                                |
| نغمات إم بي 3          | موجود                                                |
| مكبر صوت عالي التردد   | موجود                                                |
| وضع غير متصل           | موجود                                                |
| بطارية                 | 760 ميللي أمبير                                      |
| مدة التحدث             | 3 ساعات                                              |
| الوزن                  | 173 غرام                                             |
| الأبعاد                | 112 في 51 في 24 ميليمتر                              |
| التوفر                 | الربع الثاني من 2005                                 |